# خازیوو
خازیوو (انگلیسی: Khaziyevo) یک شهرک در شهرستان بورایفسکی باشقیرستان کشور روسیه است.